# Marie Adélaïde de La Touche Limouzinière de La Rochefoucauld
Marie Adélaïde de La Touche Limouzinière, Condessa de La Rochefoucauld (Ilha de Granada, 5 de março de 1760 – Les Sables-d'Olonne, 24 de janeiro de 1794) foi uma aristocrata francesa e combatente na Guerra da Vendeia.

## Biografia

### A vida sob o Antigo Regime
Marie Adélaïde de La Touche Limouzinière nasceu em 5 de março de 1760 na ilha de Granada. Ela passou apenas parte da sua infância nas Antilhas, tendo a sua família regressado a França alguns anos após o seu nascimento.
Em 4 de junho de 1778, ela casou-se com Pierre Louis Marie de La Rochefoucauld-Bayers, capitão-do-mar, em Nantes. Este último emigrou em 1791 e juntou-se ao exército de príncipes com quem fez a campanha de 1792. A condessa de La Rochefoucauld permanece domiciliada com os seus dois filhos em Puy-Rousseau, perto de La Garnache, não muito longe do Château de Fonteclose, onde está domiciliado François-Athanase Charette de La Contrie.

### Guerra da Vendeia
Em 13 de março de 1793, nos primeiros dias da Guerra da Vendeia, a Condessa de La Rochefoucauld liderou uma manifestação e capturou a cidade de La Garnache. Ela foi então auxiliada por Joseph Thoumazeau, gerente do comando de Coudrie. No final de março, ela ter-se-ia juntado ao quartel-general de Guerry du Cloudy em Commequiers, na casa da sua parente, a condessa Lespinay de La Roche d'Avau. Ela pode ter participado do ataque a Sables-d'Olonne. Ela então participou da batalha de Palluau, em 15 de maio de 1793.
Em maio de 1793, François-Athanase Charette de La Contrie recebeu em Legé a Condessa de La Rochefoucauld, com quem teria tido um caso. Nas suas memórias, o oficial da Vendeia Pierre-Suzanne Lucas de La Championnière relata:
Em Legé estivemos durante muito tempo ocupados apenas com prazeres. Várias moças e senhoras do campo vieram morar no acantonamento, os jogos e as gargalhadas acompanhavam-nas; a mais bela de todas estas senhoras foi sem dúvida Madame de La Rochefoucauld. Tem-se dito muitas vezes que ela comandou parte do exército e que a sua coragem sempre a levou à linha da frente; nada poderia estar mais longe da verdade. Semelhante a Vénus, e não a Minerva, acreditava-se então que o deus Marte dos nossos exércitos relaxava perto dela do árduo trabalho da guerra.
Durante as ofensivas do Exército de Mayence, em setembro e outubro de 1793, a condessa foi esconder-se nos pântanos, na região de Challans.
Segundo Lucas de La Championnière, Madame de La Rochefoucauld desentendeu-se com Charette. Numa carta dirigida ao historiador Alphonse de Beauchamp em 1806, ele escreveu:
Muitas vezes se fala das mulheres que seguiram o exército da Vendeia. Eram muito poucas. As aventuras de dois deles despertaram a curiosidade do público. Uma delas, uma mulher soberba, mantinha relações estreitas com o nosso general. Mais tarde, eles se desentenderam. Uniu-se então a um grande agricultor, meio camponês, meio burguês, bom pagador de dívidas, que a guiou pelos caminhos. Eles conviveram com o nosso exército para não serem expostos às surpresas dos blues. Eles acreditavam que poderiam desviar-se dela impunemente uma noite. Descobertos por um destacamento de hussardos, foram feitos prisioneiros e pagos com a cabeça por um momento de imprudência e confusão.

### Morte
A condessa de La Rochefoucauld foi presa em 16 de janeiro de 1794 em Dompierre-sur-Yon, na companhia de Thoumazeau e um criado de 12 anos chamado Pierre Fortineau. Levada para Les Sables-d'Olonne, foi julgada por Gratton, presidente da comissão militar revolucionária. Durante o seu julgamento, ela afirmou veementemente que tinha sido forçada a seguir os insurgentes e negou ter portado armas. Ela declarou que em Legé, «às vezes via Charette nas ruas sem ter um caso com ele». No entanto, é contrariada por vários testemunhos de patriotas. O seu principal acusador, Laurent Davy-Desnorois acusa-a de ter resgatado patriotas para pagar à sua tropa.
Condenada à morte, a condessa de La Rochefoucauld foi executada em 24 de janeiro de 1794 em Les Sables-d'Olonne, na companhia de Thoumazeau. Como a guilhotina estava danificada e inutilizável em Les Sables,  a condessa foi baleada. No seu diário, o republicano e armador André Collinet escreveu: "às 15h30, nas dunas entre o cais e o aterro próximo à Guilhotina, esta mulher de 31 anos, bela e rica, dirigiu-se ao local do suplício em desespero, dando os gritos mais altos".